# Catuense Futebol
Il Catuense Futebol, noto anche semplicemente come Catuense, è una società calcistica brasiliana con sede nella città di Catu, nello stato di Bahia.

## Storia
Il club è stato fondato il 1º gennaio 1974 come Associação Desportiva Catuense. Ha partecipato al Campeonato Brasileiro Série B nel 1982, nel 1985, nel 1988, nel 1989, dove ha raggiunto le semifinali, e nel 1990, dove ha raggiunto di nuovo le semifinali. Il Catuense ha partecipato al Campeonato Brasileiro Série A nel 1984, dove ha terminato all'ultimo posto nel proprio gruppo. Il club ha partecipato al Campeonato Brasileiro Série C nel 1992, nel 1994, dove ha raggiunto le semifinali, nel 1995, nel 1996, nel 1997 e nel 1998. L'Associação Desportiva Catuense ha cambiato nome in Catuense Futebol nel 2001. Il Catuense ha partecipato alla Coppa del Brasile nel 2004, dove è stato eliminato al primo turno dall'Atlético Mineiro.